# Helder Agostini
Helder Agostini (Manaus, 28 de setembro de 1989) é um ator brasileiro.

## Carreira
Iniciou a sua carreira ainda criança, com 6 anos no teatro e aos 8 anos na TV, na telenovela Meu Bem Querer (1998).c.. No Rio de Janeiro, fez trabalhos como modelo e foi selecionado para a sua primeira novela em 1998. Viveu o personagem Manoel, em Força de Um Desejo (1999). Também fez o papel de Fernandinho Malta em Malhação (2000/2003), um de seus trabalhos notáveis.
Na Rede Record, atuou em Caminhos do Coração e Os Mutantes - Caminhos do Coração (2008), onde interpretou Demétrio, um mutante com a mutação de macaco. Em 2009, Helder Agostini retornou a Malhação, interpretando o talentoso e taciturno Marcelo Rodrigues, na 16ª temporada do seriado.

## Filmografia

### Televisão
| Ano       | Televisão                         | Personagem                | Notas                           |
| --------- | --------------------------------- | ------------------------- | ------------------------------- |
| 1998      | Meu Bem Querer                    | Antônio Maciel Mourão Jr. |                                 |
| 1999      | Força de um Desejo                | Manoel                    |                                 |
| 2000-2003 | Malhação                          | Fernandinho Malta (FM)    | Temporadas 7, 8 e 9             |
| 2007      | Caminhos do Coração               | Demétrio (Homem Macaco)   |                                 |
| 2008      | Os Mutantes - Caminhos do Coração | Demétrio (Homem Macaco)   |                                 |
| 2009      | Malhação                          | Marcelo Rodrigues         |                                 |
| 2010      | Escrito nas Estrelas              | Thiago                    |                                 |
| 2010      | Bicicleta e Melancia              | Fred                      |                                 |
| 2015      | Milagres de Jesus                 | Micah                     | Episódio: "Um Cego em Betsaida" |
| 2021      | Ringue                            | Goguinho                  |                                 |

### Cinema
| Ano  | Televisão                | Personagem      | Notas          |
| ---- | ------------------------ | --------------- | -------------- |
| 1999 | O Trapalhão e a Luz Azul | Pedrinho / Tatu |                |
| 2005 | Mais Uma Vez Amor        | Marquinhos      |                |
| 2007 | Inesquecível             | Diego Borges    |                |
| 2011 | Eu & A Loira             | Vicente         | Curta-metragem |

### Teatro
| Ano  | Televisão                      | Nota/Papel                 |
| ---- | ------------------------------ | -------------------------- |
|      | Romeu e Julieta                |                            |
| 1999 | Pedro versus o Lobo            | Pedro                      |
|      | Grease                         |                            |
|      | O Quebra Nozes                 | no Teatro Municipal        |
|      | Com Amor                       | de Oscar Wilde             |
| 2001 | Os Duelistas                   | direção Jorge Fernando     |
| 2001 | A Bruxinha que era boa         | de Maria Clara Machado     |
| 2004 | A Missão Secreta de Tom Rylver | direção Moisés Bittencourt |
| 2008 | Plano B: Missão Namoro         | de Angélica Lopes          |
| 2014 | Da Carta ao Pai                | Músico                     |
| 2014 | Fazendo História               | Lockwood                   |
| 2015 | O Olho Azul da Falecida        | Dennis                     |